# Heliococcus acirculus
Heliococcus acirculus är en insektsart som beskrevs av Wu, Jia och Tang 1996. Heliococcus acirculus ingår i släktet Heliococcus och familjen ullsköldlöss. Inga underarter finns listade i Catalogue of Life.